# Sweet Home (videogioco)
Sweet Home (スウィートホーム?, Suīto Hōmu) è un videogioco di ruolo giapponese pubblicato da Capcom in esclusiva per Famicom nel 1989. Il gioco è basato sul film horror omonimo uscito undici mesi prima, ed è un precursore di Resident Evil, spesso indicato come il primo titolo di genere survival horror. Il gioco è stato distribuito esclusivamente in Giappone e mai esportato ufficialmente in altri paesi, ma anni dopo ha visto enorme diffusione nel resto del mondo grazie ad una ROM tradotta in modo amatoriale in lingua inglese.
Nel 2010 è stato inserito nella classifica degli 11 migliori survival horror redatta da UGO.

## Trama
Il famoso pittore Ichirō Mamiya nascose diversi preziosi affreschi nella sua enorme villa, prima di scomparire misteriosamente.
30 anni dopo (50 nel film), una troupe di cinque elementi si addentra nell'abbandonata e fatiscente dimora per girare un documentario su Mamiya e cercare di recuperare i dipinti perduti. Appena entrati, rimangono intrappolati all'interno dal fantasma di una donna sconosciuta, che minaccia di uccidere tutti i trasgressori. Il gruppo decide di dividersi e cercare una via d'uscita, ma il palazzo è pericolante ed occupato da innumerevoli mostri non morti. Nel corso dell'esplorazione, il gruppo incontra anche Yamamura, un misterioso individuo con l'intenzione di aiutarli.
Il gruppo scopre che il fantasma non è che Lady Mamiya, la moglie di Ichirō. 30 anni prima, suo figlio di due anni cadde nella fornace della villa, finendo bruciato vivo. Lei dunque ha cercato dei compagni di giochi per lui, uccidendo diversi altri bambini, per poi suicidarsi e, incapace di perdonare se stessa, rimanere intrappolata nella villa. La squadra arriva nella sala principale e si confronta con Mamiya in uno scontro finale. Sconfitta, la donna può finalmente trovare la pace con il suo amato bambino con lo spirito di lei che vola nel cielo. Dopodiché un maggiordomo scorta i sopravvissuti fuori dalla villa, che infatti crolla non appena viene evacuata. Dopo la disgregazione della villa, il finale che si visualizza subito dopo varia a seconda del numero di personaggi sopravvissuti:
1. Se sopravvivono tutti i personaggi, essi sono tutti vicini fra di loro allegri per essere usciti tutti sani e salvi dall'incubo e una didascalia in basso recita "Congratulazioni! C'è un commento dalla famiglia Mamiya... (おめでとうございます！まみやけについてコメントを・・・)" e appare poi un uomo che si volta e si rivela essere un non morto;
2. Se sopravvivono in quattro, si noterà lo spirito di colui che non è riuscito a sopravvivere;
3. Se sopravvivono in tre, si noteranno i due spiriti di coloro che non sono riusciti a sopravvivere e coloro che ce l'hanno fatta inizieranno nuove vite;
4. Se sopravvivono in due, si noteranno i tre spiriti di coloro che non sono riusciti a sopravvivere e anche in questo caso, chi ce l'ha fatta inizierà una vita nuova;
5. Se soltanto uno è riuscito a sopravvivere, costruirà un memoriale in onore dei suoi compagni caduti ma anche per Mamiya, suo figlio e Yamamura, che ha sacrificato la sua vita verso le ultime parti del gioco.

## Modalità di gioco
Come in molti giochi di ruolo, sono previsti incontri casuali nei quali i personaggi controllati devono combattere o scappare. Ogni personaggio ha statistiche ed abilità differenti; le prime incrementano salendo di livello (ma nessun personaggio le ha uguali di base), mentre le seconde sono dettate dal loro oggetto base (quello nel loro inventario a inizio partita). Durante l'esplorazione dell'enorme magione, è possibile trovare vari oggetti; alcuni obbligatori per riuscire ad avanzare nel gioco; altri opzionali, tuttavia l'inventario è molto piccolo. Gli oggetti sono scambiabili sia fra i protagonisti sia nell'ambiente di gioco, che rimarranno lì e quindi recuperabili successivamente. Se uno dei personaggi muore, non può rivivere e non potrà più essere controllato (a meno che non si abbia salvato la partita prima della sua morte); comunque gli oggetti che possedeva possono essere recuperati nel luogo della morte (tranne quello base, infatti esistono oggetti sostitutivi sparsi per la magione). Il finale cambia in base a quanti personaggi sono sopravvissuti, per un totale di cinque finali possibili. 
Infine, nella cartuccia è presente al suo interno una batteria a bottone che permette il salvataggio della partita in ogni momento, tranne quando è in corso una battaglia. È possibile occupare un solo salvataggio per volta. 

## Personaggi
Giocabili
- Kazuo Hoshino (星野 和夫?) è il leader del gruppo e produttore del documentario. Il suo oggetto base è l'accendino, che può usare per bruciare le corde e attaccare i nemici. È il personaggio con la salute più alta.
- Ryō Taguchi (田口 亮?) è il cameraman. Il suo oggetto base è la fotocamera, che può decifrare messaggi nascosti nei dipinti e danneggiare alcuni nemici. È il personaggio con la difesa più alta, oltre che il secondo con la salute maggiore.
- Akiko Hayakawa (早川 秋子?) è la co-produttrice del documentario, di cui Kazuo è innamorato. Il suo oggetto base è il kit di pronto soccorso, con cui può curare gli altri. Akiko è il personaggio più debole di tutti, essendo quello con i valori di salute, difesa e attacco più bassi.
- Asuka (アスカ?) è una restauratrice di opere d'arte. Il suo oggetto base è l'aspirapolvere, con cui può pulire i quadri e rimuovere pezzi di vetro. Tra i personaggi femminili, è il secondo più forte.
- Emi Hoshino (星野 エミ?) è la figlia di Kazuo. Il suo oggetto base è il grimaldello, con cui può aprire alcune porte chiuse, altre necessitano di chiavi specifiche. Tra i personaggi femminili è il più forte, nonché il più leggero.

I personaggi possono anche essere rinominati dal giocatore con nomi personalizzati prima di iniziare il gioco.
Non giocabili
- Lady Mamiya (間宮夫人?) è la moglie di Ichirō e il principale antagonista del gioco. Suo figlio di due anni cadde nella fornace della villa, finendo bruciato vivo. Lei impazzì e gettò molti bambini nella stessa fornace, per dargli dei "compagni di giochi", per poi suicidarsi. Il suo fantasma da 30 anni vaga nella villa.
- Ichirō Mamiya (間宮 一郎?) è un famoso pittore scomparso 30 anni prima. Nascose molti dei suoi preziosi quadri all'interno della sua villa, rilasciando molti indizi, tra cui il suo diario.
- Ken'ichi Yamamura (山村 健一?) è un misterioso personaggio che aiuta il gruppo di protagonisti nell'ultima sezione di gioco. Numerosi indizi all'interno del gioco suggeriscono che Ken'ichi e Ichirō siano la stessa persona. Si sacrifica contro la furia di Lady Mamiya per aiutare il gruppo.

## Eredità
Nonostante sia un gioco di ruolo, Sweet Home è considerato da molti il primo titolo di genere survival horror (sebbene il termine sia stato coniato alcuni anni dopo per Alone in the Dark, e siano in molti a stimare come primo esponente del genere Clock Tower). Ha ispirato numerosi giochi dello stesso genere, tra cui il famosissimo Resident Evil, che originariamente doveva essere un remake di Sweet Home. Resident Evil riprende molti elementi di Sweet Home, tra cui l'impostazione della villa, alcuni enigmi, la gestione dell'inventario, l'enfasi sulla sopravvivenza e le sequenze d'apertura delle porte. Altre influenze includono il risolvere enigmi utilizzando oggetti da trasportare in un inventario molto limitato, mentre si affrontano (o evitano) mostruose creature non morte che potrebbero uccidere subito il personaggio, creando una forte enfasi sulla sopravvivenza.
Il titolo è anche il primo a tentare la creazione di atmosfere spaventose in un videogioco, attraverso una storia macabra, una sanguinosa presentazione e dei filmati raccapriccianti. I creatori del gioco hanno tentato di creare una trama inquietante e spaventosa all'interno di un videogioco, principalmente raccontata attraverso un diario lasciato 30 anni prima degli eventi del gioco. Resident Evil ha ripreso anche l'uso di appunti sparsi come meccanica di narrazione (creando i File da raccogliere e catalogare), insieme ai finali multipli in base al numero di personaggi sopravvissuti, alle stanze di salvataggio sicure in cui depositare gli oggetti quando l'inventario è pieno, alle animazioni di morte, ad un inventario molto limitato, ad oggetti individuali per ogni personaggio e ad un immaginario brutale e terrificante. Queste ultime caratteristiche hanno impedito il rilascio del gioco in occidente, anche se la sua forte influenza si fece sentire sette anni dopo attraverso Resident Evil.